# 綿貫啓一
綿貫 啓一（わたぬき けいいち、1962年 - ）は、日本の工学者。埼玉大学工学部教授・先端産業国際ラボラトリー所長。東京都出身。
専門分野は生産プロセス設計、ロボティクス・メカトロニクス。グラフ理論を用いた機械システム設計、WebベースCAD/CAMシステム、熟練技能伝承システムの構築などを研究。

## 人物
2007年8月にコンピュータ上のバーチャル・リアリティ空間で再現された鋳物工場で熟練技術を習得できる教育用ソフトを開発した。これは鋳物で有名な川口市で職人の高齢化が問題となっている状況を解決するため、川口鋳物工業協同組合と連携して後継者育成の効率化のために研究開発したものである。ソフトの開発は川口市内の50以上の鋳物工場を2年かけて訪問し、データを収集することにより、発注・製造・仕上げ・検査・機械加工・塗装などの工程を擬似体験できるようにした、とのことである。
（上記の記述については、「読売新聞」朝刊2007年9月7日の記事を参照したことを付記する）

## 略歴
- 1985年 埼玉大学工学部機械工学科卒業
- 1987年 埼玉大学大学院工学研究科修士課程修了
- 1991年 東京工業大学大学院総合理工学研究科博士後期課程修了。工学博士（東京工業大学）。
- 1991年 埼玉大学工学部助手
- 1992年 埼玉大学工学部専任講師
- 1994年 埼玉大学工学部助教授
- 2005年 埼玉大学工学教授
- 2010年 日本機械学会機素潤滑設計部門長[1]
- 2014年 日本機械学会設計工学・システム部門長[2]
- 2016年 日本機械学会関東支部長[3]

## 著書
- 『メカトロニクスシステムの設計・制御技法』（よりよいロボット・アクチュエータ・センサ・制御回路の作り方）, 日刊工業新聞社 , 1995年
- 『DelphiによるWindowsプログラミング入門』, 日刊工業新聞社 , 1995年
- 『エンジニアのためのCプログラミング』（科学技術計算・波形解析・計測制御）, 日刊工業新聞社 , 1995年
- 『Visual Basic 5.0 プログラミング・ケーススタディ』, 日刊工業新聞社 , 1997年
- 『感覚・感情とロボット』（人と機械のインタラクションへの挑戦）, （福田収一・綿貫啓一・日本機械学会・編集）, 工業調査会 , 2008年

## 翻訳
- 『エンジニアリングデザイン （第3版）』（工学設計の体系的アプローチ）, G.Pahl , W.Beitz , J.Feldhusen , K.H.Grote , Ken Wallace , Lucienne Blessing 他 【著】 , 金田徹・青山英樹・川面恵司・首藤俊夫・須賀雅夫・北條恵司・宮下朋之・山際康之・綿貫啓一 【訳】 , 森北出版 , 2015年

## 論文
- 「脳機能計測技術およびそのヒューマン・マシン・インターフェイスへの応用」,シミュレーション 33(2), 2014年
- 「NIRSを用いた室内空調の温熱的快適性評価」,日本機械学会論文集Ｃ編 79(807), 2013年
- 「NIRSを用いた旋盤加工作業時における脳賦活反応計測」,日本機械学会論文集Ｃ編 79(800), 2013年
- "Brain Activity Analysis for Sound Information Using Near-Infrared Spectroscopy" , 日本機械学会論文集Ｃ編 79(798), 2013年
- 「拡張現実感技術を用いたメカトロニクス教育支援システムの開発」,工学教育 60(6), 2012年
- 「バーチャルリアリティ技術と脳科学の知見に基づくものづくり技術・技能教育」,非破壊検査  journal of N.D.I 61(5), 2012年
- 「NIRSを用いた随意運動および他動運動の脳賦活分析」,Calsonic Kansei technical review 8, 74-81, 2012年
- "Brain Activation Analysis of Voluntary Movement and Passive Movement Using Near-Infrared Spectroscopy" , 日本機械学会論文集Ｃ編 78(795),  2012
- "Generation of Tactile Feeling through the Frictional Torque of Magnetic Particle Brakes" , 日本機械学会論文集Ｃ編 78(796), 2012
- 「バーチャルトレーニングと実習を融合したものづくり技術者の育成支援」,工学教育 59(6), 2011年
- 「バーチャルトレーニングとOJTを融合したものづくり技能伝承過程における作業者の脳活動分析」,公開研究会・講演会技術と社会の関連を巡って  技術史から経営戦略まで  講演論文集 2011, 2011年
- 「加工事例のXML記述と加工支援の検討」,精密工学会誌 77(11), 2011年
- 「近赤外分光法を用いた工業製品の音質評価」,設計工学・システム部門講演会講演論文集 2011(21), 2011年
- 「磁性粉体ブレーキによる制動力を利用した機器操作感触の生成」,設計工学・システム部門講演会講演論文集 2011(21), 2011年
- 「NIRSを用いた旋盤加工作業時における脳賦活反応計測」,設計工学・システム部門講演会講演論文集 2011(21), 2011年
- 「マーカーフリー型拡張現実感技術を用いたメカトロニクス教育支援システムの開発」,設計工学・システム部門講演会講演論文集 2011(21), 2011年
- 「リンク機構の直接操作補助のための磁性粉体ブレーキによる制動力提示」,年次大会  Mechanical Engineering Congress, Japan 2011, 2011年
- 「ものづくり技能伝承と脳科学」,年次大会  Mechanical Engineering Congress, Japan 2011, 2011年
- 「QOL向上のための生活支援技術と脳科学」,年次大会  Mechanical Engineering Congress, Japan 2011, 2011年
- 「バーチャルリアイティ技術と脳科学の知見に基づく技能伝承」,砥粒加工学会誌  Journal of the Japan Society of Grinding Engineers 55(7), 2011年
- 「磁性粉体ブレーキの制動力提示によるリンク機構の直接操作」,ロボティクス・メカトロニクス講演会講演概要集 2011, 2011年
- 「ものづくり技能の伝承とバーチャルリアリティ」,商工ジャ-ナル 37(5), 2011年
- 「近赤外分光法を用いた音情報に対する脳賦活計測および快適性評価」,IIP情報・知能・精密機器部門講演会講演論文集 2011, 2011年
- 「第二次大戦末期から終戦直後の自給製塩の一端  船橋市営製塩場の顛末に関する史料」,東京湾学会誌  東京湾の水土 3(3), 2011年
- 「加工事例のXML記述と加工支援の検討」,精密工学会誌 77(11), 2011年
- "Design of Non-Invasive Brain-Machine Interface Using Near-Infrared Spectroscopy" , 日本機械学会論文集Ｃ編 77(783), 2011
- 「ブレイン・マシン・インターフェイス設計のための光脳機能解析」,設計工学・システム部門講演会講演論文集 2010(20), 2010年
- 「研磨加工事例に基づく加工支援手法の検討」,設計工学・システム部門講演会講演論文集 2010(20), 2010年
- 「研磨加工事例のXML記述と加工支援の検討」,年次大会講演論文集  JSME annual meeting 2010(7), 2010年
- 「旋盤加工作業における作業者の脳活動分析」,年次大会講演論文集  JSME annual meeting 2010(7), 2010年
- 「近赤外分光法を用いた脳機能計測による製品の定量的印象評価法の提案」,年次大会講演論文集  JSME annual meeting 2010(4), 2010年
- 「拡張現実感技術を用いたメカトロニクス教育支援システムの開発」,年次大会講演論文集  JSME annual meeting 2010(4), 2010年
- 「バーチャルトレーニングとOJTを融合した技能伝承」,O plus E 32(6), 2010年
- 「バーチャルリアリティ技術および脳科学的知見に基づく設計・製造知識の可視化」,機械設計 54(4), 2010年
- 「バーチャルトレーニングと実習を融合したものづくり技術者育成の実践事例」,日本機械学会関東支部総会講演会講演論文集 2010(16), 2010年
- 「XML溶接加工事例の比較による溶接加工支援」,設計工学 45(2), 2010年
- 「研磨加工事例のXMLによる記述方法とその有効性の検討」,精密工学会学術講演会講演論文集 2010S(0), 2010年
- 「ブレイン・マシン・インターフェイス技術とその応用」,精密工学会学術講演会講演論文集 2010S(0), 2010年
- 「バーチャルトレーニングとOJTを融合した鋳造技能伝承および人材育成」,精密工学会誌 76(4), 2010年
- 「劣駆動3足機構における旋回移動運動」,ロボティクス・メカトロニクス講演会講演概要集 2010, 2010年
- 「バーチャルトレーニングと実習を融合したものづくり技術者育成の実践事例」,公開研究会・講演会技術と社会の関連を巡って  技術史から経営戦略まで  講演論文集 2009, 2009年
- 「バーチャルトレーニングとOJTを融合した旋盤加工技能伝承」,設計工学・システム部門講演会講演論文集 2009(19), 2009年
- 「VR環境下における鋳型合せの繰り返し訓練に伴う技能の習熟過程」,設計工学・システム部門講演会講演論文集 2009(19), 2009年
- 「複合現実感技術を用いた鋳造技能伝承および人材育成」,年次大会講演論文集  JSME annual meeting 2009(7), 2009年
- 「受動関節をもつ3足歩行ロボットの方向転換」,設計工学 44(6), 2009年
- 「バーチャルトレーニングと実習を融合したものづくり技術者育成の実践事例」,日本機械学会関東支部総会講演会講演論文集 2009(15), 2009年
- 「工業高校における組み込みシステム技術者育成の取組み事例」,日本機械学会関東支部総会講演会講演論文集 2009(15), 2009年
- 「バーチャルトレーニングとOJTを融合した技能伝承および人材育成」,設計工学 44(2), 2009年
- 「XMLで記述した溶接加工事例による溶接設計支援手法の研究」,設計工学 43(10), 2008年
- 「複合現実感技術を用いた鋳造方案レビューシステムの開発」,設計工学・システム部門講演会講演論文集 2008(18), 2008年
- 「アーク溶接加工事例解釈に基づく加工支援手法について」,設計工学・システム部門講演会講演論文集 2008(18), 2008年
- 「形式知と暗黙知によるデザイン」,設計工学・システム部門講演会講演論文集 2008(18), 2008年
- 「直感的な3次元モデリングのためのハンドジェスチャインタフェース」,日本機械学会関東支部ブロック合同講演会講演論文集 2008, 2008年
- 「設計における知識マネジメント」,日本機械学會誌 111(1077), 2008年
- 「ライフサイクル設計とCAD」,日本機械学會誌 111(1077), 2008年
- 「アーク溶接加工事例による加工支援手法について」,年次大会講演論文集  JSME annual meeting 2008(4), 2008年
- 「領域横断的知識および技術修得のための学部・大学院を連携したメカトロニクス教育」,設計工学 JOURNAL OF JAPAN SOCIETY FOR DESIGN ENGINEERING 43(5), 2008年
- 「周期的な段差を有する路面が電動車いす使用者に及ぼす影響」,日本機械学会関東支部総会講演会講演論文集 2008(14), 2008年
- 「溶接加工事例による加工技術習得支援」,日本機械学会関東支部総会講演会講演論文集 2008(14), 2008年
- 「コンピュータ入力装置のバリアフリーデザイン」,公開研究会・講演会技術と社会の関連を巡って  技術史から経営戦略まで  講演論文集 2007, 2007年
- 「没入型仮想共有環境システムを活用した高大連携型ものづくり設計教育」,設計工学・システム部門講演会講演論文集 2007(17), 2007年
- 「加工事例データベースに基づく加工支援手法について」,設計工学・システム部門講演会講演論文集 2007(17), 2007年
- 「没入型仮想共有環境におけるタンジブルなデザインレビューシステムの構築」,年次大会講演論文集  JSME annual meeting 2007(7), 2007年
- 「バーチャルリアリティ技術を用いた場の共有によるものづくり基盤技術・技能の獲得」,工学・工業教育研究講演会講演論文集 平成19年度, 2007年
- 「VR技術を用いたものづくり基盤技術・技能における暗黙知および身体知の獲得」,人工知能学会誌 22(4), 2007年
- 「場の共有による製造知識の獲得と人材育成」,オフィス・オートメーション 27(4), 2007年
- 「組立/分解性を考慮したスナップフィット設計およびバーチャルリアリティ環境における製品評価」,日本接着学会誌 Journal of the Adhesion Society of Japan 43(4), 2007年
- 「進化計算によるハードウェア記述言語の自動生成とその制御系設計への応用」,IIP情報・知能・精密機器部門講演会講演論文集 2007, 2007年
- 「人間の温熱的快適感の過渡応答とその予測方法」,日本機械学会関東支部総会講演会講演論文集 2007(13), 2007年
- 「工業高校における障害を持つ人のための代替入力デバイスの製作」,日本機械学会関東支部総会講演会講演論文集 2007(13), 2007年
- 「全面床吹出し方式タスク・アンビエント空調の制御系の開発」,日本機械学会関東支部総会講演会講演論文集 2007(13), 2007年
- 「可搬型VRシステムと力覚呈示装置との連携による鋳型の造型作業時におけるクレーン操作の技能伝承」,日本機械学會論文集. C編 73(725), 2007年
- 「没入型VRシステムによる鋳造方案の教育支援」,日本機械学會論文集. C編 73(725), 2007年
- 「モノづくりにおける場の共有によるコミュニケーションと身体知の獲得」,機械の研究 59(1), 2007年
- 「ユーザ視点に立った加工事例検索手法について」,自動制御連合講演会講演論文集 50(0), 2007年
- 「室内快適度の予測と居住者への提示方法」,自動制御連合講演会講演論文集 50(0), 2007年
- "Knowledge Transfer of Crane Operating Skill on Creating a Mold Using Portable VR System and Force Feedback Device" , 日本機械学会論文集 C編 73(725), 2007
- "An Educational Support for Casting Design Using Immersive Virtual Environment" , 日本機械学会論文集 C編 73(725), 2007
- 「快適性の過渡変化を考慮した室内空調制御器の進化学習」,ヒューマンインタフェース学会論文誌 8(4), 2006年
- 「進化計算を用いた室内空調装置の制御ロジックの自動設計」,設計工学・システム部門講演会講演論文集 2006(16), 2006年
- 「VR空間におけるアノテーション表示による製造情報の共有」,設計工学・システム部門講演会講演論文集 2006(16), 2006年
- 「VR技術を利用したセル生産方式の部品組立作業における作業性評価」,埼玉ブロック大会(講演会)講演論文集 2006(2), 2006年
- 「機械製造工程ための技能オントロジー」,埼玉ブロック大会(講演会)講演論文集 2006(2), 2006年
- 「ハードウェア進化による制御器の設計支援  -空調システムへの適用の枠組みと進化シミュレーション」,設計工学 JOURNAL OF JAPAN SOCIETY FOR DESIGN ENGINEERING 41(11), 2006年
- 「鋳造における技術・技能伝承」,塑性と加工 47(550), 2006年
- 「VR技術を用いたユニバーサルデザイン製品評価」,年次大会講演資料集 2006(8), 2006年
- 「場の共有による機械設計・製造知識の獲得」,年次大会講演論文集  JSME annual meeting 2006(7), 2006年
- 「機械設計のための技能オントロジー  eラーニングへの適用」,年次大会講演論文集  JSME annual meeting 2006(7), 2006年
- 「電動車いす使用者の身体的負担評価  -段差走行時および後方確認時」,福祉工学シンポジウム講演論文集 2006, 2006年
- 「オントロジーに基づく機械設計における形式知と暗黙知の共有」,日本機械学会関東支部ブロック合同講演会講演論文集 2006, 2006年
- 「GAによる全面床吹出し方式タスク・アンビエント空調のためのコントローラの自動生成」,日本機械学会関東支部ブロック合同講演会講演論文集 2006, 2006年
- 「VRシステムとOJTを融合した場の共有による設計・製造知識の獲得」,Designシンポジウム講演論文集 2006, 2006年
- 「進化計算を用いたVHDLの自動構成と空調制御器設計への適用」,Designシンポジウム講演論文集 2006, 2006年
- 「場の共有による鋳造技能の内面化」,機素潤滑設計部門講演会講演論文集 2006(6), 2006年
- 「領域横断的知識および技術修得のためのメカトロニクス教育の試み」,工学教育 54(2), 2006年
- 「バーチャルリアリティ技術による高齢者向け作業支援」,日本機械学会関東支部総会講演会講演論文集 2006(12), 2006年
- 「インターネットベース顧客志向受注システムのための製品仕様レコメンドシステムの構築」、設計工学、41/2,in press、2006年
- 「室内空調用コントローラのハードウェア進化」、日本冷凍空調学会年次大会講演論文集、2005年
- 「VR空間における鋳造技術獲得のための力覚呈示装置の開発」、日本設計工学会平成17年度春季研究発表講演会講演論文集、121-124、2005年
- 「顧客志向受注システムのためのレコメンド手法の検証」、日本設計工学会平成17年度春季研究発表講演会講演論文集、79-82、2005年
- 「オントロジーによる機械設計知識の体系化のための表現」、日本設計工学会平成17年度春季研究発表講演会講演論文集、29-32、2005年
- 「室内空調用コントローラの進化的自動設計と実装方法の検討」、第39回空調調和・冷凍連合講演会講演論文集、95-98、2005年
- 「バーチャルリアリティ技術を用いた設計・製造知識の獲得および人材育成」、日本機械学会2005年度年次大会講演資料集、8/05-1,506-507、2005年
- "Multimedia based e-learning and virtual reality based job training for skilled workers" , Proceedings of the 10th International Telework Workshop and the 2nd ITA Conference,/,1-6, 2005
- 「VRによる匠の技の伝承」、日本機械学会関東支部第11期総会講演会講演論文集、/050-1,11-14、2005年
- 「組立／分解性を考慮した製品設計およびバーチャルリアリティ空間における製品評価」、日本接着学会第13回構造接着シンポジウム講演論文集、/19-28、2005年
- 「オントロジーに基づく機械設計知識の構造化および共有化  eラーニングへの適用」,設計工学・システム部門講演会講演論文集 2004(14), 2004年
- 「VR空間における可視化モデル呈示方法とその没入感・現実感への効果」,設計工学・システム部門講演会講演論文集 2004(14), 2004年
- 「実システムでの実時間を考慮した室内空調制御器の進化的機能形成」,設計工学・システム部門講演会講演論文集 2004(14), 2004年
- 「ファジイ理論およびデータマイニングによるインターネット顧客志向受注システムのための仕様選択支援」,設計工学・システム部門講演会講演論文集 2004(14), 2004年
- 「快適性を考慮した車室内空調制御法」,設計工学 JOURNAL OF JAPAN SOCIETY FOR DESIGN ENGINEERING 39(10), 2004年
- 「セマンティックウェブによる機械設計式データの共有化」,設計工学 JOURNAL OF JAPAN SOCIETY FOR DESIGN ENGINEERING 39(9), 2004年
- 「製造業における技術・技能の伝承と知識創出」,年次大会講演資料集 2004(8), 2004年
- 「システム同定を用いた車室内空調の快適性を考慮した制御器設計支援」,年次大会講演論文集 JSME annual meeting 2004(4), 2004年
- 「可搬型仮想共有環境システムによる鋳造方案の知識獲得および内面化」,年次大会講演論文集 JSME annual meeting 2004(4), 2004年
- 「磁性流体ジャーナル軸受の特性に及ぼす磁場分布の影響」,年次大会講演論文集 JSME annual meeting 2004(4), 2004年
- 「話題の製品と技術 没入型仮想共有環境システムによる匠の技の伝承」,画像ラボ 15(9), 2004年
- 「運動機構」,日本機械学會誌 107(1029), 2004年
- 「機械設計」,日本機械学會誌 107(1029), 2004年
- 「可搬型仮想共有環境システムを用いた技術者教育支援」,工学・工業教育研究講演会講演論文集 平成16年度, 2004年
- 「ニューラルネットを用いた車室内快適度の制御」,設計工学 JOURNAL OF JAPAN SOCIETY FOR DESIGN ENGINEERING 39(7), 2004年
- 「マルチメディアおよびバーチャルリアリティ技術を用いた設計・製造知識獲得のためのe-Learningシステムの開発」,シミュレーション 23(2), 2004年
- 「熟練技能伝承システムの開発および新たな技術者教育の実践」,日本機械学會誌 107(1026), 2004年
- 「可搬型仮想共有環境システムによる鋳造方案設計支援」,機素潤滑設計部門講演会講演論文集 2004(4), 2004年
- 「組立/分解性および締結性能を考慮したカンチレバーフック形スナップフィット形状の最適化」,日本機械学会関東支部総会講演会講演論文集 2004(10), 2004年
- 「レンズモデルによる鋳造作業者の造形動作の評価」,日本機械学会関東支部総会講演会講演論文集 2004(10), 2004年
- 「セマンティックウェブによる機械設計知識の構造化および共有化」,日本機械学会関東支部総会講演会講演論文集 2004(10), 2004年
- 「インターネットベース顧客志向受注システムの構築 : 要求仕様と生産能力を考慮した製品実現性提示アルゴリズム」,日本機械学会関東支部総会講演会講演論文集 2004(10),  2004年
- 「XMLベース遠隔計測システムにおけるデータベースの構築」,日本機械学会関東支部総会講演会講演論文集 2004(10), 2004年
- 「磁性流体を潤滑剤として用いたジャーナル軸受の動特性」,日本機械学会関東支部総会講演会講演論文集 2004(10), 2004年
- 「進化計算による車室内空調制御器プログラミング支援」,ヒューマンインタフェース学会研究報告集  human interface 6(1), 2004年
- 「GAによる8脚歩行ロボットの歩容獲得」,設計工学 39(1), 2004年
- 「没入型仮想共有環境による鋳造方案支援システムの構築」,精密工学会学術講演会講演論文集 2004S(0), 2004年
- 「昆虫規範型多足歩行ロボットの歩容生成」,設計工学 38(11), 2003年
- 「没入型仮想共有環境による鋳造方案支援システムの構築」,設計工学・システム部門講演会講演論文集 2003(13), 2003年
- 「ペトリネットを用いたインターネット受注型顧客志向生産システムの解析」,設計工学・システム部門講演会講演論文集 2003(13), 2003年
- 「情報共有を考慮したXMLベース遠隔計測システムの構築」,日本機械学会関東支部ブロック合同講演会講演論文集 2003, 2003年
- 「セマンティックウェブによる機械設計式データの共有化」,日本機械学会関東支部ブロック合同講演会講演論文集 2003, 2003年
- 「ニューラルネットを用いた自動車車室内の快適度予測」,日本機械学会関東支部ブロック合同講演会講演論文集 2003, 2003年
- 「ネットワーク型計測制御装置の自動車用空調実験システムへの応用」,日本機械学会関東支部ブロック合同講演会講演論文集 2003, 2003年
- 「没入型仮想共有環境システムを用いた鋳造作業の内面化」,日本機械学会関東支部ブロック合同講演会講演論文集 2003, 2003年
- 「熟練技能伝承のための知識可視化システムの構築」,日本機械学会関東支部ブロック合同講演会講演論文集 2003, 2003年
- 「組込みOSを利用したキャリアロボットの製作」,日本機械学会関東支部ブロック合同講演会講演論文集 2003, 2003年
- 「インターネット/マルチメディア技術を用いた鋳造技能伝承および知識創出」,年次大会講演論文集 JSME annual meeting 2003(4), 2003年
- 「創造的活動のための人と機械の協調環境」,精密工学会誌 69(8), 2003年
- 「サーブリック分析による鋳造作業者の作業分析」,日本機械学会関東支部総会講演会講演論文集 2003(9), 2003年
- 「強化学習を用いた昆虫規範型多足ロボットの歩容の最適化」,日本機械学会関東支部総会講演会講演論文集 2003(9), 2003年
- 「インターネット／マルチメディア技術を用いた設計知識伝承システムの構築」,精密工学会学術講演会講演論文集 2003S(0), 2003年
- 「技能伝承と知識創出」,精密工学会学術講演会講演論文集 2003S(0), 2003年
- 「梁部に空かを有するスナップフィットの最適形状」,設計工学・システム部門講演会講演論文集 2002(12), 2002年
- 「ライフサイクル設計とその工学的手法」,設計工学・システム部門講演会講演論文集 2002(12), 2002年
- 「インターネット/マルチメディア技術を用いた単品鋳物製品設計支援システムの構築」,設計工学・システム部門講演会講演論文集 2002(12), 2002年
- 「階層分析法を用いた最適設計支援システムの構築  -グラフモデルを用いた構成の最適化」,設計工学・システム部門講演会講演論文集 2002(12), 2002年
- 「インターネット/マルチメディア技術を用いた熟練技能伝承システムの構築  -形式知と暗黙知の連携」,精密工学会大会学術講演会講演論文集 2002(2), 2002年
- 「インターネット/マルチメディア技術を用いた機械設計知識伝承システムの構築」,年次大会講演論文集  JSME annual meeting 2002(5), 2002年
- 「ロボットの移動障害物回避に関する誘導時間の短縮化」,年次大会講演論文集  JSME annual meeting 2002(1), 2002年
- 「マルチメディア技術を用いた熟練技能伝承システムにおける暗黙知と形式知の連携」,日本機械学会関東支部ブロック合同講演会講演論文集 2002, 2002年
- 「テクノロマン・インタビュー　モノづくりの熟練技の"ツボ"をマルチメディアで伝承 -綿貫啓一氏・埼玉大学工学部機械工学科助教授」,商工ジャ-ナル 28(7), 2002年
- 「拡張ファジィ・ペトリネットによる機械の組立/分解作業のモデル化および解析」,設計工学 37(5), 2002年
- 「ペトリネットによる設計工程分析および作業時間解析」,設計工学 37(4), 2002年
- 「階層分析法を用いた最適設計支援システムの構築」,日本機械学会関東支部総会講演会講演論文集 2002(8), 2002年
- 「移動障害物の運動状況を考慮した自律移動物体の衝突回避最小安全距離の解析」,日本機械学会関東支部総会講演会講演論文集 2002(8), 2002年
- 「インターネット/マルチメディア技術を用いた熟練技能伝承システムの構築  -暗黙知の獲得および表現法」,精密工学会大会学術講演会講演論文集 2002(1), 2002年
- 「XMLベース人間-機械協調計測・制御システムの構築」,埼玉大学紀要 工学部 (35), 2002年
- 「自動車空調システムの制御プログラム自動生成」,設計工学 37(1), 2002年
- 「車室内用快適度センサモジュールの開発」,日本機械学会関東支部ブロック合同講演会講演論文集 2001, 2001年
- 「XMLによる3次元CADデータの共有化」,日本機械学会関東支部ブロック合同講演会講演論文集 2001, 2001年
- 「XMLベースによる分散ネットワーク型計測モジュールの開発」,日本機械学会関東支部ブロック合同講演会講演論文集 2001, 2001年
- 「組立/分解性を考慮したカンチレバーフック型スナップフィットの最適形状」,日本機械学会関東支部ブロック合同講演会講演論文集 2001, 2001年
- 「色むら欠陥検出におけるウェーブレット係数操作の最適化」,日本機械学会関東支部ブロック合同講演会講演論文集 2001, 2001年
- 「マルチメディア技術を用いた単品鋳物製造のための熟練技能継承システムの構築」,日本機械学会関東支部ブロック合同講演会講演論文集 2001, 2001年
- 「昆虫規範型多足ロボットの開発  -昆虫の歩容解析に基づくロボット制御」,日本機械学会関東支部ブロック合同講演会講演論文集 2001, 2001年
- 「昆虫規範型多足ロボットの開発  -昆虫の歩容解析」,日本機械学会関東支部ブロック合同講演会講演論文集 2001, 2001年
- 「インターネット/マルチメディア技術を用いた熟練技能伝承システムの構築」,精密工学会大会学術講演会講演論文集 2001(2), 2001年
- 「SMIL/XMLによる熟練技能者の知識表現」,年次大会講演論文集  JSME annual meeting VI(01-1), 2001年
- 「拡張ファジィ・ペトリネットによる機械の組立/分解作業のモデル化および解析」,設計シンポジウム講演論文集 2001(19), 2001年
- 「XMLベース人間-機械協調制御システムの構築」,日本機械学会関東支部総会講演会講演論文集 2001(7), 2001年
- 「不規則移動物体の追跡を目的としたニューラルネットワークの最適化」,山梨講演会講演論文集  Yamanashi district conference 2000, 2000年
- 「XML/Javaによる部品規格票とCAEとの統合」,山梨講演会講演論文集  Yamanashi district conference 2000, 2000年
- 「ペトリネットによるメカトロニクス機器の並列/協調動作のモデル化および制御」,年次大会講演論文集  JSME annual meeting 2000(2), 2000年
- 「Webベース製品設計・生産システムの開発事例」,日本ねじ研究協会誌 31(7), 2000年
- 「紙製自動車の製作」,日本機械学会関東支部ブロック合同講演会講演論文集 2000, 2000年
- 「部品の色むら検出へのWavelet解析の適用」,日本機械学会関東支部ブロック合同講演会講演論文集 2000, 2000年
- 「PMVによる車室内空調制御法」,日本機械学会関東支部ブロック合同講演会講演論文集 2000, 2000年
- 「キャンバ角制御による運動性能の向上」,設計工学 35(6), 2000年
- 「5層積層梁の振動に関する研究」,日本設計工学会研究発表講演会講演論文集 2000(1), 2000年
- "Some Considerations on the Optimization Model of Charge Motion in Tumbling Ball Mill" , 日本設計工学会研究発表講演会講演論文集 2000(1), 2000年
- "Stress Analysis of Brittle Particles in Double Impact" , 日本設計工学会研究発表講演会講演論文集 2000(1), 2000年
- 「接着剤の紙表面への付着と強度」,日本設計工学会研究発表講演会講演論文集 2000(1), 2000年
- 「紙製ハニカム構造の強度」,日本設計工学会研究発表講演会講演論文集 2000(1), 2000年
- 「連結車両のモデル化」,日本設計工学会研究発表講演会講演論文集 2000(1), 2000年
- 「組立/分解工程のモデル化および作業シミュレーション」,日本設計工学会研究発表講演会講演論文集 2000(1), 2000年
- 「フリクションドライブ機構の摩擦車への4チタン酸カリウム繊維の適用可能性」,設計工学 35(3), 2000年
- 「柔軟性を有する多リンクロボットアームの衝突時における振動解析」,日本設計工学会研究発表講演会講演論文集 1999(1), 1999年
- 「紙製梁同士の接合部における補強材の強度」,日本設計工学会研究発表講演会講演論文集 1999(1), 1999年
- 「円孔を有する無限体に生じる衝撃応力」,日本設計工学会研究発表講演会講演論文集 1999(1), 1999年
- 「紙の衝撃強度に関する一考察」,日本設計工学会研究発表講演会講演論文集 1999(1), 1999年
- 「紙製構造物の基礎的研究」,日本設計工学会研究発表講演会講演論文集 1999(1), 1999年
- 「振動を受ける紙球群中に置かれた物体の挙動」,設計工学 34(4), 1999年
- 「柔軟性を持つロボットアームの衝突振動解析」,日本設計工学会研究発表講演会講演論文集 1998(1), 1998年
- 「中小企業向けの生産管理システム構築」,日本設計工学会研究発表講演会講演論文集 1998(1), 1998年
- 「ペトリネットによるジョブショップ型生産システムの表現および最適化」,日本設計工学会研究発表講演会講演論文集 1998(1), 1998年
- 「遺伝的アルゴリズムによるCAD図面の認識および部品の抽出」,日本設計工学会研究発表講演会講演論文集 1997(2), 1997年
- 「ペトリネットによる機械の設計・生産スケジューリング」,日本設計工学会研究発表講演会講演論文集 1997(2), 1997年
- 「高レベル・ファジィ・ペトリネットによる機械システムの組立作業時間の解析」,計算工学講演会論文集 2(2), 1997年
- 「随想 イリノイ大学シカゴ校滞在記」,日本ねじ研究協会誌 28(5), 1997年
- 「紙の折り曲げ」,日本設計工学会研究発表講演会講演論文集 1997(1), 53-55, 1997年
- 「丸めた紙群による物体の支持」,日本設計工学会研究発表講演会講演論文集 1997(1), 1997年
- 「だ円歯車状材の応力分布」,日本機械学會論文集. A編 63(605), 1997年
- 「マニピュレータの衝突解析」,日本設計工学会研究発表講演会講演論文集 1996(2), 1996年
- 「紙の丸め成形に関する基礎的研究」,設計工学 31(10), 1996年
- 「筋電を利用したアクチュエータの駆動」,日本機械学會論文集. C編 62(601), 1996年
- 「ロープ駆動機構の運動解析」,日本設計工学会研究発表講演会講演論文集 1996(1), 1996年
- 「紙製自転車の製作」,日本設計工学会研究発表講演会講演論文集 1996(1), 1996年
- 「ニューラルネットワークを用いた表面欠陥の検出に関する研究」,日本設計工学会研究発表講演会講演論文集 1996(1), 1996年
- 「寸法公差を考慮したNC加工の自動化」,設計工学 31(5), 1996年
- 「歯付きベルトの振動特性に関する研究  -移動負荷を受ける場合」,日本機械学會論文集. C編 62(595), 1996年
- "Driving of an Actuator Using Muscular Voltage" , 日本機械学会論文集 C編 62(601), 1996年
- "Analysis of Vibration of Timing Belt. Under a Moving Load." , 日本機械学会論文集 C編 62(595), 1996年
- 「跳躍移動体の駆動制御」,日本機械学會論文集. C編 61(590), 1995年
- 「グラフ理論による熱流体系の解析」,日本機械学會論文集. C編 61(590), 1995年
- 「歯付きベルトの非線形振動特性に関する研究  -幅広の歯付きベルトの場合」,日本機械学會論文集. C編 61(585), 1995年
- 「創造性教育」,設計工学 30(3), 1995年
- "Thermo-Fluid Analysis Using Linear Graph Theory" , 日本機械学会論文集 C編 61(590), 1995年
- "Movement Control of a Small Jumping Machine" , 日本機械学会論文集 C編 61(590), 1995年
- "Analysis of Nonlinear Oscillations of Timing Belt. 3rd Report. Wide Timing Belt." , 日本機械学会論文集 C編 61(585), 1995年
- 「歯付きベルトの非線形振動特性に関する研究  -かみあい衝撃とプーリの偏心による張力変化を受ける場合」,日本機械学會論文集. C編 60(575), 1994年
- 「CAMシステムにおけるマクロ情報の生成」,日本機械学會論文集. C編 60(569), 1994年
- "Analysis of Nonlinear Oscillations of Timing Belt. 2nd Report. Under Meshing Impact and Varying Tension by Eccentric Pully." , 日本機械学会論文集 C編 60(575), 1994年
- "Generation of Macrocode in CAM" , 日本機械学会論文集 C編 60(569), 1994年
- 「対象モデルを適用した知識ベースのデータ構造」,日本機械学會論文集. C編 59(568), 1993年
- 「銅イオン交換結晶質チタン酸繊維を基剤とした摩擦材の摩擦特性」,日本機械学會論文集. C編 59(568), 1993年
- 「歯付きベルトの非線形振動特性に関する研究  -歯付きベルトの共振領域」,日本機械学會論文集. C編 59(568), 1993年
- 「メカトロニクス教育とロボットコンテストへの参加」,CACS FORUM 13, 1993年
- 「グラフ理論による機械システムの運動方程式の自動生成  -機械振動系への適用」,日本機械学會論文集. C編 59(562), 1993年
- 「対象モデルを適用したウィンドウ環境の構築」,日本機械学會論文集. C編 59(560), 1993年
- 「マクロ機能によるCADとCAMシステムの結合」,日本機械学會論文集. C編 59(559), 1993年
- 「グラフ理論による送りねじを用いた位置決め機構の解析法-2-」,日本ねじ研究協会誌 24(3), 1993年
- 「グラフ理論による送りねじを用いた位置決め機構の解析法-1-」,日本ねじ研究協会誌 24(2), 1993年
- "Data Structure of Knowledge Base Based on Object Model" , 日本機械学会論文集 C編 59(568), 1993年
- "Friction Characteristics of CuTi4O9 as Base Agent" , 日本機械学会論文集 C編 59(568), 1993年
- "Analysis of Nonlinear Oscillations of the Timing Belt. 1st Report. Regions of Resonance of the Timing Belt." , 日本機械学会論文集 C編 59(568), 1993年
- "Automatic Generation of Equations of Motion for Mechanical System Using Linear Graph Theory. Application to Mechanical Vibration Systems" , 日本機械学会論文集 C編 59(562), 1993年
- "Building of Window based on Object-Model" , 日本機械学会論文集 C編 59(560), 1993年
- "Connection of CAD and CAM using Macrofunction" , 日本機械学会論文集 C編 59(559), 1993年
- 「放物面体を支持する骨組構造物」,日本機械学會論文集. C編 58(555), 1992年
- 「跳躍による微小移動装置の特性」,日本機械学會論文集. C編 58(551), 1992年
- 「機械システムの動特性解析の自動化  -運動伝達機構への適用」,日本機械学會論文集. C編 58(548), 1992年
- 「グラフ理論による送りねじを用いた位置決め機構の動的挙動の解析  -フィードバック制御系の過渡応答解析および位置整定時間の短縮」,日本機械学會論文集. C編 58(546),  1992年
- "Structures Which Support the Parabolic Structural Surface" , 日本機械学会論文集 C編 58(555), 1992年
- "Automatization of Dynamic Characteristic Analysis of Mechanical System. Application to the Motion Transmitting Mechanism." , 日本機械学会論文集 C編 58(548), 1992年
- "The Characteristics of Micro-Jumping-Device" , 日本機械学会論文集 C編 58(551), 1992年
- "Analysis of Dynamic Behaviour for a Lead Screw-Type Positioning System Using Linear Graph Theory. Transient Response Analysis of Feedback Control System and Reduction of Positioning Time." , 日本機械学会論文集 C編 58(546), 1992年
- 「グラフ理論による送りねじを用いた位置決め機構の動的挙動の解析」,日本機械学會論文集. C編 56(526), 1990年
- "Analysis of dynamic behaviour for a lead screw-type positioning system using linear graph theory" , 日本機械学会論文集 C編 56(526), 1990年
- 「グラフ理論による動力伝達軸系の動的挙動の解析  -モータの特性, 支持台の剛性, 歯車の剛性を考慮した場合」,日本機械学會論文集. C編 53(494), 1987年
- 「動力伝達軸系のCAEへのグラフ理論の適用」,日本機械学會論文集. C編 53(486), 1987年
- "An analysis of dynamics behavior for a power transmission mechanism using linear graph theory" , 日本機械学会論文集 C編 53(494), 1987年
- "Application to linear graph theory for CAE of power transmission mechanism" , 日本機械学会論文集 C編 53(486), 1987年
- 「グラフ理論による機械システムの設計法」,日本舶用機関学会誌 22(6), 1987年
- 「内歯形状材の応力分布および変形」,日本機械学會論文集. A編 52(475), 1986年
- 「カムの応力分布および変形」,日本機械学會論文集. C編 51(472), 1985年
- "Stress distribution and deformation of some cams" , 日本機械学会論文集 C編 51(472), 1985年

## 受賞歴
- 1993年 高度自動化振興財団研究奨励賞
- 1999年 日本設計工学会学生優秀発表指導教員賞
- 2003年 日本機械学会機素潤滑設計部門優秀講演賞
- 2004年 日本機械学会教育賞
- 2007年 日本設計工学会功労賞
- 2007年 日本工学教育協会賞（業績賞）
- 2008年 日本機械学会フェロー
- 2010年 日本機械学会設計工学・システム部門業績賞
- 2011年 日本機械学会機素潤滑設計部門功労賞
- 2014年 日本機械学会技術と社会部門功績賞
- 2017年 日本機械学会設計工学・システム部門功績賞
- 2017年 日本機械学会創立120周年記念功労者表彰
- 2018年 日本機械学会関東支部功績賞
- 2018年 iDECON(The International Conference on Design and Concurrent Engineering) Best Paper Award , Best Presentation Award
- 2018年 日本機械学会技術と社会部門業績賞
- 2018年 APSBMS(Asia Pacific Society for Biology and Medical Sciences) Outstanding Research Achievement Award
- 2020年 AHFE(The 11th International Conference on Applied Human Factors and Ergonomics) 2020 Best Student Paper Award（共同受賞）
- 2024年　日本設計工学会2023年度武藤栄次賞優秀設計賞（共同受賞）